# Quartifusa
A quartifusa, também conhecida como tremifusa e coma, é uma das figuras musicais, sendo raramente usada e quase desusada na maior parte dos períodos da história da música. Representada por um círculo preenchido com uma haste terminada por cinco bandeirolas ao lado, para cima ou para baixo, tem valor 128 no denominador dos compassos. Representa metade do valor da semifusa e não é subdividida em valores menores. Nos compassos com denominador 4 (os mais comuns), vale sempre um trinta e dois avos de tempo.